# Storsjön (Härjedalen)
 For alternative betydninger, se Storsjön (flertydig). (Se også artikler, som begynder med Storsjön)
Storsjön er en sø i den nordvestlige del af landskapet Härjedalen i Sverige, og er en del af elven Ljungans øvre løb. Ved søen ligger byen Storsjö, med Storsjö kyrka. Ved søens nordøstlige bred ligger jernaldergravpladsen Krankmårtenhögen.
62°48′N 13°8′Ø / 62.800°N 13.133°Ø